# Maurice Griffe
Maurice Griffe, né le 16 juin 1921 à Creil (Oise) et mort le 6 décembre 2013 à Antibes (Alpes-Maritimes), est un historien spécialisé dans l'élaboration de chronologies thématiques.

## Publications
Ses chronologies sont publiées par la SARL des éditions Tableaux synoptiques de l'histoire (TSH), dirigées par Olivier Griffe, dont le siège se trouve au Cannet (Alpes-Maritimes).

### Collection «Chronologies de Maurice Griffe»
- Chronologies des abbayes et monastères Principaux ordres monastiques et religieux des origines au XXIe siècle, 2016, 51 p.,  (ISBN 978-2-35972-046-4)
- Histoire de la franc-maçonnerie, 1997, 280 p.,  (ISBN 2-907854-23-2) (cet ouvrage n'est sans doute pas seulement une chronologie)
- Civilisations antiques ;
- Histoire médiévale ;
- Histoire et sciences ;
- Histoire et monuments ;
- Histoire contemporaine ;
- Histoire et culture ;
- Histoire de France ;
- Histoire des religions ;
- Histoire et civilisations ;
- Histoire régionale ;
- Histoire et œnologie ;
- Histoire de l'Italie des Ligures (-1500) à nos jours

## Autres auteurs de chronologies
- Louis-Henri Fournet[2]
- Jean Apothéloz